# St. Johannes Baptist (Lüchtringen)

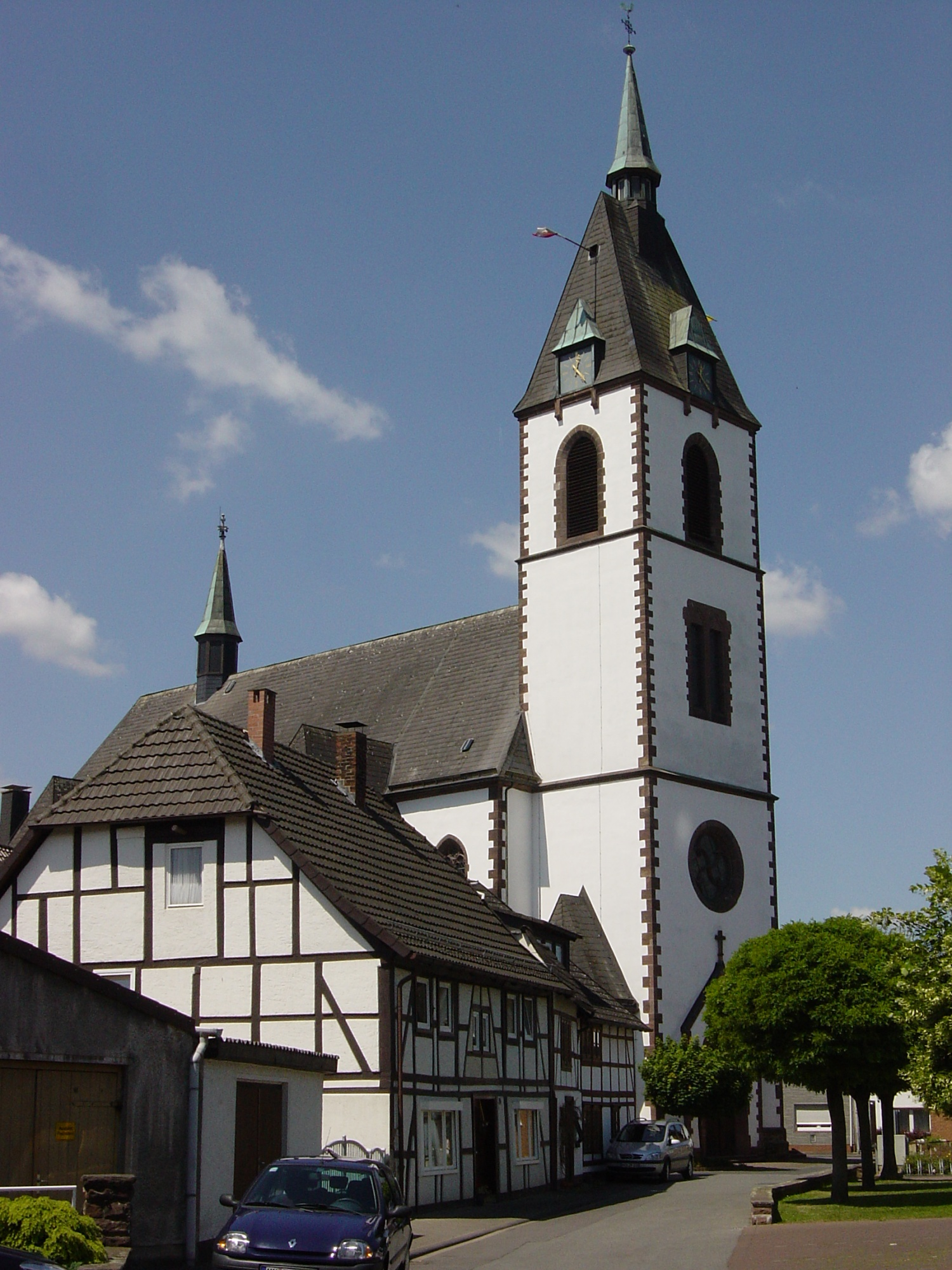
Die Kirche St. Johannes Baptist in Lüchtringen

Die römisch-katholische Pfarrkirche St. Johannes Baptist in Lüchtringen wurde zu Beginn des 20. Jahrhunderts im neugotischen Stil errichtet, nachdem der Vorgängerbau vom Blitz getroffen und vollständig zerstört wurde. Wegen ihrer großzügigen Gestaltung wird sie auch als Weserdom bezeichnet. Kirche und Gemeinde gehören zum Pastoralverbund Corvey im Dekanat Höxter des Erzbistums Paderborn.

## Geschichte
Seit etwa 1100 Jahren verfügt Lüchtringen über eine eigene Kirche, wovon ein romanischer Taufstein zeugt, der sich heute im Diözesanmuseum in Paderborn befindet.
Im Jahre 1901 wurde die barocke Kirche aus dem Jahre 1698 vom Blitz getroffen und vollständig zerstört. An derselben Stelle entstand die heutige Kirche. Etwa ein Jahr nach der Grundsteinlegung am 24. August 1902 wurde erstmals am Fest Mariä Geburt eine Heilige Messe in der neuen Kirche gefeiert. Bischof Wilhelm Schneider aus Paderborn weihte die Kirche am 11. Mai 1906.

## Ausstattung

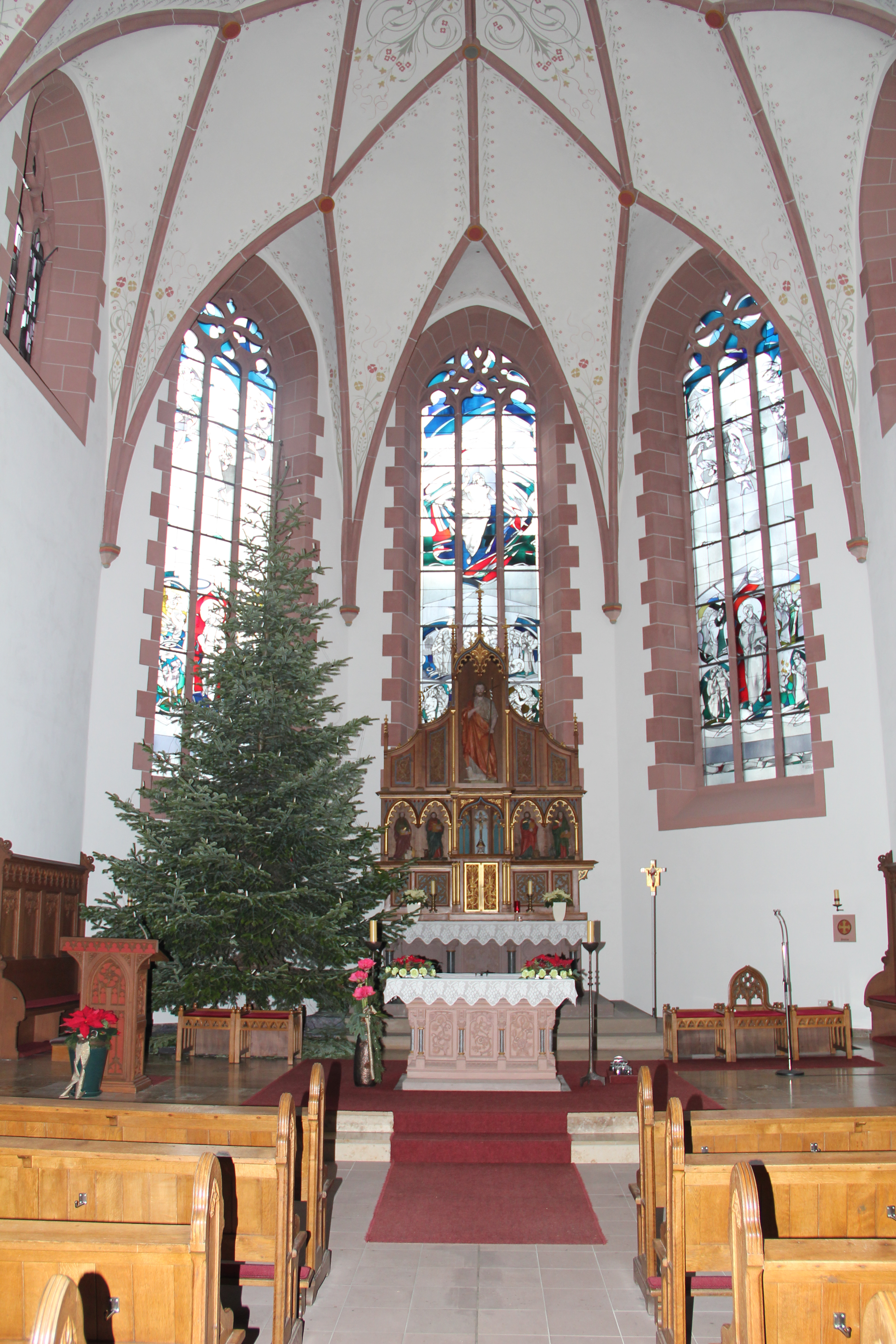
Innenansicht der Sankt-Johannes-Baptist-Kirche in Lüchtringen

Ihr Äußeres wirkt durch den weithin sichtbaren Turm mit der Innenbeleuchtung an der Spitze. Über dem Haupteingang befindet sich das älteste Wahrzeichen der Kirche, ein Wappen von 1701, das an den Erbauer, Abt Florentinus von Velde aus Corvey, erinnert.
Die heutige Innenraumgestaltung geht zurück auf die große Renovierung im Jahre 1983. Aus der Entstehungszeit sind die Seitenaltäre, „Mutter Gottes“ und „Herz-Jesu“, die Pietà, die vierzehn Stationen des Kreuzwegs und die Kirchenbänke noch original erhalten. Auch der Taufstein stammt noch aus der Zeit der Erbauung. Er zeichnet sich durch einen schön gearbeiteten Fuß aus, ein Meisterwerk gotischer Steinhaukunst. Der Deckel mit der Darstellung Johannes des Täufers wurde im Jahre 1988 gearbeitet.
Zahlreiche originale Ausstattungsstücke wurden umgearbeitet und sind heute noch zu sehen. Dazu gehören Teile der Kommunionbank, die den im Jahre 1981 durch Missionsbischof Bernhard Schilling konsekrierten steinernen Altar umfassen. Dieser Altar enthält Reliquien der Heiligen Afra.
Teile des alten Beichtstuhls und sonstige Ausstattungsstücke sind in den Hochaltar eingearbeitet. Charakteristisch sind die gotischen Bögen. Der Heilige Johannes der Täufer fand dort in der Mitte einen würdigen Platz. Die vier Evangelisten Matthäus, Markus, Lukas und Johannes stammen von der ehemaligen Kanzel. Ursprünglich war die Gesamtausstattung aus hellem Holz, wie es sich heute noch in den Kirchenbänken darstellt. Im Zuge der Renovierung des Jahres 1983 wurde vieles farblich gefasst und mit Blattgold dekoriert.
Die seitlichen Kirchenfenster wurden im neugotischen Stil erneuert. Sie zeigen Darstellungen Heiliger, den guten Hirten und den verlorenen Sohn. Neu sind die Kirchenfenster im Chor. Sie wurden 1998 nach dem Entwurf des Künstlers Hermann Gottfried gestaltet. Sie enthalten Darstellungen des auferstandenen Christus, der Heiligen Ansgar und Vitus, und Szenen aus dem Alten und Neuen Testament.
Im Jahre 2012 wurde der Innenraum der Kirche vollständig renoviert. Seitdem verfügt die Kirche über zwei Grundwasserwärmepumpen, die den Kirchenraum anstelle der alten Ölheizung mit Wärme versorgen. Diese Heizungstechnik ist einmalig in einer Kirche im Erzbistum Paderborn. Im Zuge der Renovierung wurden auch die beiden Deckengemälde der Heiligen Vitus und Ansgar erneuert, die an die Verbundenheit der Kirche mit dem Corveyer Land erinnern.

### Orgel

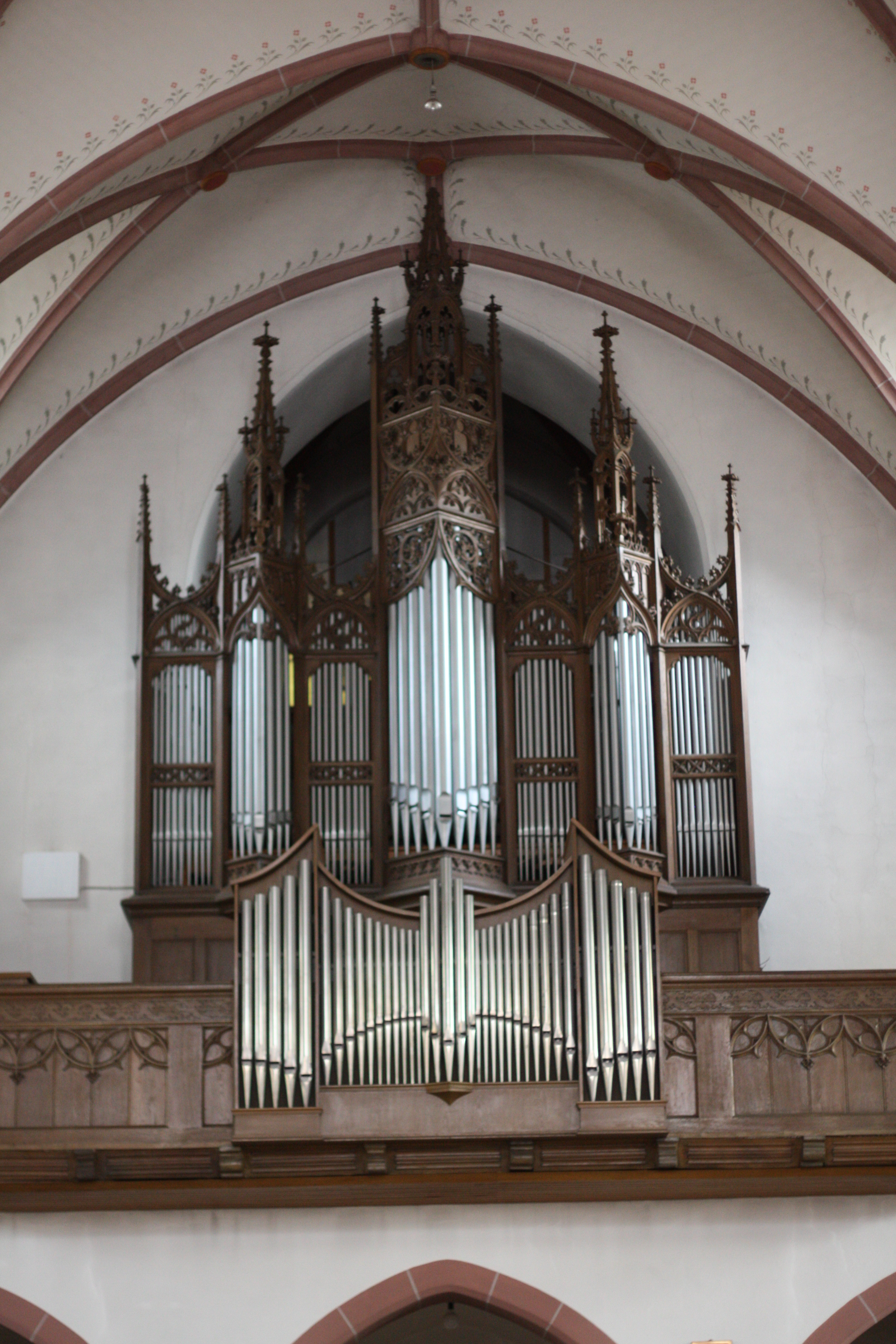
Anton Feith-Orgel mit 35 klingenden Registern

Die Anton-Feith-Orgel aus dem Jahre 1905 war mit 20 Registern ausgestattet. 1942 wurde sie umgebaut und 1962 auf drei Manuale und Pedal mit insgesamt 35 Registern erweitert:
| I Hauptwerk C–g3 |               |                |
| 1.               | Pommer        | 16′            |
| 2.               | Prinzipal     | 8′             |
| 3.               | Holzflöte     | 8′             |
| 4.               | Zartgedackt   | 8′             |
| 5.               | Oktave        | 4′             |
| 6.               | Rohrquintade  | 4′             |
| 7.               | Waldflöte     | 2′             |
| 8.               | Nachthorn     | 1′             |
| 9.               | Sesquialter   | 2 ⁄3′ + 1 3⁄5′ |
| 10.              | Mixtur 5-fach |                |
| 11.              | Trompete      | 8′             |

| II Schwellwerk C–g3 |                 |       |
| 12.                 | Geig. Prinzipal | 8′    |
| 13.                 | Schwebung       | 8′    |
| 14.                 | Rohrflöte       | 8′    |
| 15.                 | Prästant        | 4′    |
| 16.                 | Koppelflöte     | 4′    |
| 17.                 | Blockflöte      | 2′    |
| 18.                 | Superquinte     | 1 ⁄3′ |
| 19.                 | Sifflöte        | 1′    |
| 20.                 | Zymbel 3-fach   |       |
| 21.                 | Krummhorn       | 8′    |
| Tremulant           |                 |       |

| III Rückpositiv C–g3 |                  |    |
| 22.                  | Liebl. Gedeckt   | 8′ |
| 23.                  | Prinzipal        | 4′ |
| 24.                  | Dulzflöte        | 4′ |
| 25.                  | Oktävlein        | 2′ |
| 26.                  | Scharff 3-4 fach |    |
| 27.                  | Musette          | 8′ |

| Pedal C–f1 |                   |     |
| 28.        | Subbaß            | 16′ |
| 29.        | Prinzipal         | 8′  |
| 30.        | Baßflöte          | 8′  |
| 31.        | Choralbaß         | 4′  |
| 32.        | Flachflöte        | 2′  |
| 33.        | Hintersatz 4-fach |     |
| 34.        | Posaune           | 16′ |
| 35.        | Dulzian           | 16′ |

- Koppeln: II/I, III/I, III/II, I/P, II/P, III/P

### Glocken
In den beiden Weltkriegen verlor die Gemeinde ihre Bronzeglocken; sie wurden zu Geschützen und Kanonen umgeschmolzen. Unter großen finanziellen Anstrengungen der ganzen Dorfgemeinschaft in der entbehrungsvollen Nachkriegszeit gelang es, bereits im Jahre 1949 ein völlig neues, vollständiges Geläut mit vier großen Stahlglocken (a′, fis′, e′, cis′) in Betrieb zu nehmen.